# Cirrhigaleus
Genre
Cirrhigaleus est un genre de requins, de la famille des Squalidae.

## Liste des espèces
Selon FishBase (10 mars 2016) et World Register of Marine Species (10 mars 2016) :
- Cirrhigaleus asper (Merrett, 1973)
- Cirrhigaleus australis White, Last & Stevens, 2007
- Cirrhigaleus barbifer Tanaka, 1912

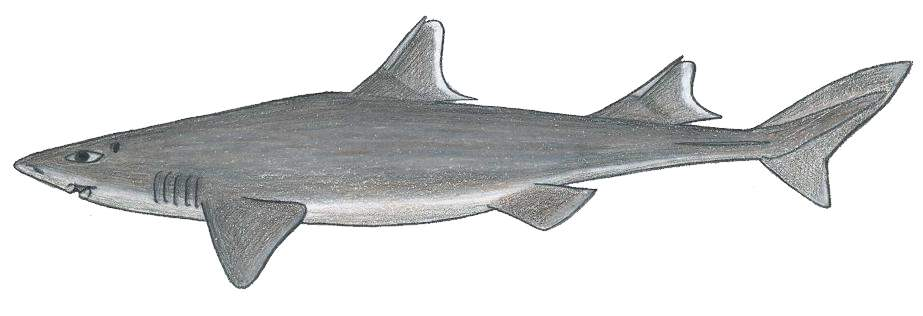
Cirrhigaleus asper
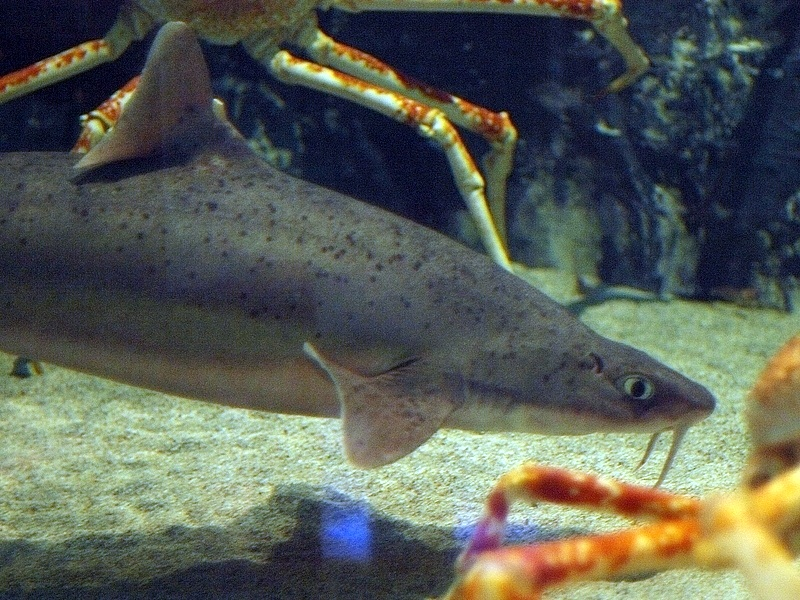
Cirrhigaleus barbifer